# Ирландско море
Ирландско море (на английски: Irish Sea) е междуостровно море на Атлантическия океан, разположено между островите Ирландия на запад и Великобритания на изток. На юг чрез протока Сейнт Джордж (между Ирландия и Уелс) и на север чрез протока Норт Чанъл (между Северна Ирландия и Шотландия) се свързва с Атлантическия океан.
Разположено е върху континенталния шелф, който е пресечен от тясна падина, простираща се паралелно на ирландския бряг. Дължината му от север на юг е около 280 km, ширината до 220 km, площ около 100 хил.km2, максимална дълбочина 272 m. Дъното му е покрито с чакъл, пясък и мидени черупки. В средата му е разположен остров Ман, а в югоизточната му част – остров Ангълси. Бреговете му са изрязани от малки заливи. През цялата година преобладаващите ветрове са от запад. През зимата често има шормови явления. Температурата на въздуха през зимата е около 5 °C, а през лятото – 15 °C. Температурата на водата на повърхността през февруари е от 5 до 9 °C, а през август – от 13 до 16 °C, като в дълбочина остава почти непроменена. Солеността варира от 32,8‰ около устията на реките до 34,8‰ със средните му части. Повърхностните течения образуват цикличен кръговрат. Приливите са полуденонощни с амплитуда от 1,2 до 6 m. Най-големи пристанища са Ливърпул във Великобритания и Дъблин в Ирландия.
- Карта на Ирландско море